# Norops bombiceps
Norops bombiceps este o specie de șopârle din genul Norops, familia Polychrotidae, descrisă de Cope 1876. Conform Catalogue of Life specia Norops bombiceps nu are subspecii cunoscute.